# Sphenostylis marginata
Sphenostylis marginata är en ärtväxtart som beskrevs av Ernst Meyer. Sphenostylis marginata ingår i släktet Sphenostylis och familjen ärtväxter.

## Underarter
Arten delas in i följande underarter:
- S. m. erecta
- S. m. marginata
- S. m. obtusifolia